# Ninja Gaiden
Ninja Gaiden (NINJA外伝) es una serie japonesa de videojuegos que apareció por primera vez en Japón en 1988, y que pertenece a la empresa Tecmo.
La serie era conocida originalmente como Ninja Ryukenden (忍者龍剣伝 Ninja Ryūkenden?, trad. "Leyenda del Ninja de la espada del dragón") en Japón.
La serie también era conocida como Shadow Warriors en Europa y Australia.
La historia de Ninja Gaiden sigue las aventuras del ninja del Clan del Dragón, Ryu Hayabusa. El estilo de juego es de acción con scroll lateral a lo largo de varias fases, cada una de las cuales consiste en un escenario que es necesario atravesar destruyendo o evitando a los enemigos en el camino. Tras unas cuantas fases es posible enfrentarse a un "jefe". La finalización del escenario que enfrenta a un "jefe" concluye una parte del juego, que es llamada en forma dramática "Acto", e indica el inicio de la siguiente.
El juego apareció por primera vez en América un año después que en Japón, en 1989 bajo el nombre de "Ninja Gaiden", el cual fue precedido por otros 2 juegos más de la misma serie para la consola Nintendo.
Hubo también una versión del juego para la Master System de SEGA, distinta a la versión de NES en cuanto a desarrollo de la historia, y características técnicas ajustadas al hardware.

## Estilo de juego
El juego de Ninja Gaiden cuenta con:
- Estilo de Plataforma
- 1P (un solo jugador)
- continuaciones ilimitadas; 3 créditos (vidas) por continuación
- Sin contraseña / Sin Batería

### Mandos
Los juegos hacen uso de casi todos los botones del gamepad de la consola NES. Los comandos genéricos son como sigue:
- Derecha e Izquierda para moverse por los escenarios.
- Arriba y Abajo para subir o bajar escaleras.
- Abajo para agacharse (debe mantenerse presionado).
- A para saltar. El tiempo que se mantiene presionado el botón determina la altura del salto, siendo el salto más alto obtenido con aprox. 1.0 segundos de presión en el botón.
- B para atacar. El botón puede ser presionado repetidamente para atacar varias veces con velocidad.
- START para poner Pausa, y para adelantar las escenas de cinemática.
- SELECT: este botón no se usa.

Algunos comandos para acciones especiales son como sigue:
- Para salir de una escalera: mientras se está trepando una escalera, puede escaparse con un salto presionando la dirección opuesta a la escalera + A. Por ejemplo, al estar subiendo una escala desde la derecha, puede saltarse hacia la derecha con derecha + A. Válido en los tres juegos.
- Para saltar de una escalera: al alcanzar el tope de una escalera es posible subir a la cima con un pequeño salto, el cual se realiza presionando (A + dirección de la escalera) en el segundo juego, o simplemente A en el tercer juego.
- Ataque Rápido en el Aire: aunque esta técnica no está en el manual del juego, es muy conveniente y fácil de utilizar. Al estar en el aire, si se presiona rápidamente abajo + B es posible pegar varios golpes en el aire, que se ven como si fuera uno solo. El sonido del corte de espada se repite cada vez que el jugador logra emitir un golpe. Esta técnica es muy conveniente para atacar a algunos enemigos que se encuentran en una superficie ligeramente sobre el jugador, particularmente el 4º jefe del 1º juego y el 2º jefe del 3º juego.
- Usar Técnica Ninja: cuando se tiene una de las Artes o Técnicas Ninja con suficientes puntos para atacar, al presionar arriba + B se libera un ataque.
- Usar Técnica Ninja: además de lo anterior, en el segundo y tercer juego se arroja una técnica ninja cuando se está pegado a una escalera simplemente presionando B. La dirección de ataque por defecto es la dirección opuesta a la escalera. Disponible en el 2.º y 3.er juegos.
- Usar Técnica Ninja: Sable de Cortador: una excepción a las dos reglas anteriores es que la técnica especial Sable Cortador del primer juego, se usa al saltar automáticamente presionando B. Para poder realizar un salto + ataque normal, es necesario presionar en el aire abajo + B.
- Usar Técnica Ninja: Sable Mejorado: otra excepción, esta vez en el tercer juego, es que la mejora de la espada es automática, por lo que basta con presionar B para utilizarla.

### Pantalla
La pantalla de Ninja Gaiden se compone de dos secciones.
- La primera sección es la pantalla real de juego, que cubre aproximadamente el 80% del alto de la imagen, y todo el ancho. Aquí podemos ver al jugador enfrentando a sus enemigos.
- La segunda sección, ubicada al tope de la pantalla, es una barra negra conteniendo varios indicadores. A continuación se presentan algunos elementos de esta barra.
  - Puntos de Vida: al extremo derecho de esta barra, existe una barra de 16 puntos que representan la vida del jugador. Al alcanzar el cero esta barra (corriendo de derecha a izquierda), el jugador pierde una vida.
  - Puntos de Jefe: una barra similar a la anterior pero que representa los puntos de vida del jefe de cada Acto.
  - Créditos: el número de vidas restantes hasta perder el crédito. Al perder todas las vidas es necesario reiniciar el Acto.
  - Arte Ninja: una pequeña bandera cuadrada muestra el ítem de Arte Ninja que se tiene actualmente, así como el número de puntos disponibles para utilizar estas artes.
  - Estadísticas: la sección izquierda de la barra presenta el puntaje, el tiempo restante de escenario, y otros datos.

## Juegos

### Ninja Gaiden

#### (Nintendo Entertainment System)
El primer juego de la saga en América a finales de los años 80. Ryu Hayabusa recibe la noticia de que su padre, Ken Hayabusa, ha muerto en un duelo contra una figura misteriosa. Entonces la «Espada del Dragón Shinobi» queda en poder de Ryu junto con las instrucciones de viajar a América para encontrarse con un viejo amigo de Ken, el Dr. Smith.
En este juego Ryu comienza sin ningún Arte o Habilidad especial, las Artes del Fuego invencible (que hacen a Ryu invencible al poner un aro de fuego alrededor de él, que elimina todo lo que se cruce en el camino del Ninja) y el Reloj de arena (que paraliza a los enemigos por un corto periodo de tiempo) se activan de manera automática al obtenerlas y al terminar su acción, desaparecen del inventario. También hay dos tipos de Shuriken (estrella dardo) y un Arte llamada "jump and slash" para atacar a los enemigos con la espada mientras Ryu ejecuta un salto que solo aparece en este juego.
Ryu aún no puede escalar las paredes. Solamente puede sujetarse a ellas, a menos que se trate de una escalera. Los contenedores de ítems, artes y demás power-ups tienen formas distintas dependiendo del Acto en el que se encuentre Ryu.
Al llegar a América, Ryu es atacado por figuras de la oscuridad, y debe escapar de ellas por las calles de la ciudad. Tras salir vencedor en una serie de enfrentamientos, se encuentra con una mujer llamada Irene Leu, quien lo seda. Ryu despierta en una celda, donde recibe de la mujer una misteriosa estatuilla con instrucciones de protegerla de quien sea.
Tras escapar de una prisión, Ryu encuentra al Dr. Smith, quien revela que la estatua que le ha sido entregada a Ryu es una de dos estatuillas que contienen el poder del "Demonio". La estatuilla de Ryu es robada, y él sale en una persecución para recuperarla. Sin embargo cuando lo logra se encuentra con que el Dr. Smith ha sido asesinado, y el Agente Foster de la CIA lo quiere para una misión especial... la cual curiosamente consiste en recuperar las estatuas de manos de un individuo llamado "Jaquio", quien desea liberar los poderes del demonio usando un oscuro ritual que requiere esperar la noche del Eclipse de los 700 años.
¿Podrá Ryu vencer a Jaquio, y evitar el despertar del Demonio? ¿Quién mató al padre de Ryu? ¿Cuál es el interés de la CIA en este asunto? Ryu debe encontrar respuesta a estas preguntas, antes que se produzca el eclipse que llamará al Demonio de vuelta a estas tierras.

#### Jefes
- Barbarian: el primer elemento de los "Cuatro Malignos", un rufián que se dedica a destruir. Su estrategia es simplemente la de ir caminando por el escenario, deteniéndose a intervalos regulares para tratar de golpear a Ryu con su arma.
- Bomberhead: otro elemento de los "Cuatro Malignos", maneja una cadena con la cual puede atacar eficientemente en el corto rango. Sin embargo, al igual que Barbarian, es bastante lento.
- Basaquer: un ninja entrenado en las Artes del Mal. Sus habilidades son superiores a las de otros jefes. Saltará de un lado a otro del escenario para arrojar una serie de estrellas a tres alturas diferentes que Ryu puede atacar o esquivar.
- Cerberos: estos perros del infierno protegen el altar del Demonio. Solo uno de ellos es el espíritu verdadero y puede ser lastimado. El otro es una imagen especular aunque aun así puede atacar. Ryu debe aprovechar sus pequeños saltos y colocarse cerca de ellos para poder atacarles.
- Bloody Malth: el más grande guerrero de los "Cuatro Malignos" que usa el poder del trueno para atacar a sus contrincantes.
- Demonio Enmascarado: este extraño individuo es invulnerable a todos los ataques y está protegido por chispas de poder que golpean a un oponente cercano.
- El Jaquio: se desplaza lateralmente en la parte superior de la pantalla y lanza bolas de fuego teledirigibles que algunas veces regresan a atacar.
- El Demonio: este monstruo ataca con bolas que vuelan hacia donde el jugador se desplace,para matarlo debes destruir su cabeza y su cola para darle en el núcleo.

### Ninja Gaiden II: The Dark Sword of Chaos

#### (Nintendo Entertainment System)
Un año después de vencido El Jaquio, una misteriosa figura invoca a la Espada de la Oscuridad, para terminar la tarea de resucitar al Demonio. Es nuevamente misión de Ryu averiguar de quién se trata y cuáles son sus propósitos.
En esta nueva versión de Ninja Gaiden, Ryu puede escalar los muros, y los contenedores de ítems, artes y power-ups ahora tienen una sola forma definitiva durante todo el juego de modo que son fácilmente reconocibles. Ryu comienza el juego (y también cada vez que es eliminado) con el Shuriken más básico, desaparecen las artes del Reloj de Arena y el "Jump and Slash" pero aparecen otras nuevas, y el Arte del Fuego invencible se puede ahora utilizar a discreción y no desaparece tras ser utilizado.
También en esta ocasión Ryu cuenta con los fantasmas, que son dos hologramas de color rojo idénticos a Ryu que atacan con la espada al mismo tiempo que Ryu, simulando sus movimientos, además de no poder ser dañados y seguir a Ryu a cierta distancia, son de gran ayuda para eliminar algún enemigo que persiga a Ryu o dañar a algún jefe que no se encuentre al alcance de Ryu mas sí de alguno de estos "fantasmas". Se pueden obtener a lo largo de todos los Actos en los contenedores de ítems. No desaparecen al terminar un acto y solo se pierden cuando Ryu muere.
Mientras escapa de unos demonios que tratan de emboscarlo, Ryu se encuentra en una estación de tren con un militar llamado Robert, quien le informa que Irene, la chica del juego anterior, ha sido secuestrada para ser usada en un oscuro ritual, por el villano Ashtar, el "Emperador de la Oscuridad".
Ryu debe detener a Ashtar y recuperar su Espada del acero maléfico del dragón negro, antes que esta alcance su máximo poder. Robert revela a Ryu que la Espada del acero maléfico del dragón negro proviene de un hueso del Demonio, de la misma forma que la Espada del Dragón de Ryu procede de un colmillo de "Shinobi", el dragón que ayudó a sellar al Demonio. Además revela que el Gobierno ha estado siguiendo las actividades de Ashtar relacionadas con un templo escondido bajo la tierra, y protegido por el Laberinto de la Maldad. Con esta información, Ryu se dirige a su nueva misión.
¿Logrará Ryu alcanzar a Ashtar y recuperar tanto a Irene como a la Espada del acero maléfico del dragón negro? ¿Cuál es la misión de Robert? ¿Quién es la extraña figura que vigila la Espada del acero maléfico del dragón negro y que Irene ha reconocido?

#### "Actos"
| Acto     | Etapa 1             | Etapa 2                   | Etapa 3                                                   | Etapa 4 |
| ACTO I   | Las Azoteas         | Jefe: "Dando"             |                                                           |         |
| ACTO II  | Tren                | Picos Windswept           | Jefe: "Baron Spider"                                      |         |
| ACTO III | Camino hacia Lahja  | Torre de Lahja            | Jefe: "Funky Dynamite"                                    |         |
| ACTO IV  | Caverna de fuego    | Submundo acuoso           | Jefe: "Nava Sotuva"                                       |         |
| ACTO V   | Caótica subterránea | Camino al Templo          | Jefe: "Kerberos"                                          |         |
| ACTO VI  | Salones del Caos    | El centro de la oscuridad | Jefe: "Jaquio" (1)" Jefe: "Jaquio"(2)" Jefe: "El Demonio" |         |

#### Jefes
- Dando: Una criatura mutante del Mundo de la Oscuridad que trata de atacar a Ryu embistiendo con gran velocidad para luego perseguir lentamente a su adversario.
- Barón Spider: Este maestro de las artes malignas emboscará a Ryu en un precipicio; puede saltar a gran altura y enviar arañas para atacar a Ryu. El viento en contra es también un oponente de cuidado en este escenario.
- Funky Dynamite: un robot de seguridad que se mantiene en el aire lanzando granadas y bombas de dispersión hacia el suelo. Al ser golpeado, bajará al suelo para enviar un ataque de tierra-aire. Un enemigo de cuidado.
- Nagasaki Sotuva: esta serpiente que vive en los drenajes utilizará sus garras para atacar a Ryu. Su boca es el único punto vulnerable y para alcanzarlo Ryu deberá enfrentar la corriente de agua del drenaje y la falta de un suelo continuo para alcanzar a su oponente.
- Ashtar: el Maestro del Mundo de la Oscuridad, con la espada maligna que le permite invocar el poder del fuego. Puede desaparecer a voluntad dentro del escenario, e invocar las llamas para protegerse y atacar al adversario.
- Cerberos: estos perros del infierno vuelven, con más velocidad y resistencia. Ryu debe aprovechar sus pequeños saltos y colocarse detrás de ellos para poder atacarles.
- Jaquio (1): el villano que ha estado persiguiendo a Irene tratará de atacar a Ryu desde las alturas, usando bolas de fuego teledirigidas.
- Jaquio (2): el rostro en la pared ataca enviando bolas de energía mientras del techo caen gotas de ácido. Para vencer a este enemigo es necesario colocarse a su lado y atacar su rostro.
- El Demonio de los mares: Nuevamente vuelve el Demonio a quien Ryu deberá vencer traspasando su coraza y evadiendo las esquirlas y ataques con trayectoria parabólica que arrojará desde su cabeza.

### Ninja Gaiden III: The Ancient Ship of Doom

#### (Nintendo Entertainment System)
Un tiempo después de derrotado definitivamente el Demonio, extraños sucesos en un laboratorio llevan a Irene Lew a investigar. Sin embargo ella se encuentra con Ryu, quien le dice que nadie puede sobrevivir si ha visto los experimentos que hay dentro. Ryu ataca a Irene.
En esta nueva versión de Ninja Gaiden, Ryu sufre algunos cambios en su jugabilidad, ahora salta más lentamente, permitiendo un rango mayor de alcance pero a su vez una mayor dificultad de controlarlo en el aire, ahora no solo podrá escalar muros, sino también subirse a ellos sin hacer tantas maniobras como en Ninja Gaiden II, y también puede colgarse de tubos y desplazarse estando colgado, además de subirse a ellos. Ahora el Ninja efectúa un grito cada vez que ataca con su espada, un quejido cuando es tocado y otro grito distinto cuando utiliza un Arte. Ryu comienza cada Acto y vida perdida con el Windmill Shuriken.
Ahora los ítems, artes y power-ups se pueden visualizar a través de su respectivo contenedor antes de abrirlo con la espada, ya que ahora ofrecen cierta transparencia. Desaparecen los ítems de Fantasmas, pero en su lugar ahora Ryu obtiene un power-up que consiste en una extensión para su espada de dragón, de modo que ahora puede abarcar un rango mucho mayor al atacar con su espada, evitando tener que agacharse o acercarse mucho a enemigos que estén en el piso, a diferencia de los fantasmas de Ninja Gaiden II, este power-up desaparece al terminar cada Acto y hay que obtenerlo nuevamente al comenzar el siguiente. Desaparece también el Shuriken básico y hace su aparición el Arte de Ondas verticales, que atacan a los enemigos que se encuentren por encima o por debajo de Ryu de igual manera.
Ryu se entera de que él ha sido acusado de la eliminación de Irene, y ahora es el blanco de la CIA. Preguntándose quién y cómo lo inculpa, Ryu decide ir al laboratorio, donde se encuentra ni más ni menos que con el Agente Foster. Foster lo acusa de matar a Irene y dice no saber qué está sucediendo, pero advierte a Ryu de tener cuidado.
Ryu continúa su búsqueda por Foster, y recibe información de un hombre llamado Clancy, supuesto colaborador de Foster, lo que le permite llegar al lugar del primer enfrentamiento con el Demonio, templo que ha sido convertido en una especie de laboratorio de cibernética/genética. Ryu se encuentra y tiene un duelo con "El Doppleganger", un individuo que no solo viste como Ryu, sino que tiene sus mismas habilidades.
¿Quién es Clancy y cuál es su relación con Foster? ¿Qué sucedió con Irene? ¿Por qué ha sido remodelado el Templo del Demonio? ¿Qué es el "Arca"? Ryu debe responder estas preguntas marchando por su propia cuenta.

#### "Actos"
| Acto     | Etapa 1                         | Etapa 2                         | Etapa 3                   | Etapa 4                                                            |
| ACTO I   | Laboratorio                     | Jefe: "Robot de Seguridad"      |                           |                                                                    |
| ACTO II  | Desierto                        | Túneles de Lava                 | Jefe: "Night Diver"       |                                                                    |
| ACTO III | La jungla                       | Profundidades acuáticas         | Jefe: "Hermanos Estrella" |                                                                    |
| ACTO IV  | Caminata invertida              | Cárcel                          | Jefe: "Topo"              |                                                                    |
| ACTO V   | Afueras de Castle Rock          | Catedral interior               | Jefe: "Doppleganger"      |                                                                    |
| ACTO VI  | Glaciar del Sub-espacio         | Jardín del Sub-espacio (ruinas) | Jefe: "Fiend Foster"      |                                                                    |
| ACTO VII | Debajo del arca de la perdición | Generadores de energía          | Centro de mando del arca  | Jefe: "Fiend Clancy (1)" Jefe: "Fiend Clancy (2)" Jefe: "Bionoide" |

### Ninja Gaiden Shadow

#### (Game Boy)(1991)
Además existe un juego de Ninja Gaiden para la consola portátil Game Boy (de Nintendo). Este juego es principalmente una adaptación de los tres primeros juegos para NES, con movimientos un tanto reorientados.
Cuenta con 5 Actos, enemigos totalmente distintos y una historia que no guarda relación con los hermanos mayores de la NES, entre otras diferencias Ryu solo tiene 6 unidades de energía en lugar de 16, puede colgarse de tubos para moverse en el acto en curso y para llegar a ellos puede utilizar un gancho largo para aferrarse, los contenedores se encuentran en el suelo, en lugar de estar suspendidos en el aire. El enemigo final es Garuda y se presenta en dos facetas. Una de las músicas del juego pertenece a Ninja Gaiden I, y otra pertenece a Ninja Gaiden III.

### Ninja Gaiden Trilogy

#### (Super Nintendo)(1995)
Tecmo sacó para la SNES la versión “Ninja Gaiden Trilogy”, en la que se puede disfrutar de las tres versiones que salieron para la NES. En esta versión, los gráficos fueron mejorados y ahora incluye la opción de obtener una contraseña para que puedas continuar en cualquier otro momento, empezando por el acto en el que te quedaste y sin tener que pasar otra vez por todo.

### Ninja Gaiden 1

#### (Microsoft Xbox)
La empresa Tecmo, creadora de la saga, sacó una nueva versión llamada como el primer título "Ninja Gaiden" para la consola Xbox en el año 2004.
La historia trata de 2 Espadas: "La Espada del Dragón" (The Dragon Sword), forjada a partir de un colmillo de Dragón quien ayudó a sellar al demonio en la antigüedad. Esta espada está en el Clan Ninja de los "Hayabusa" (del cual Ryu es el sucesor de su Padre Joe Hayabusa en el puesto de Cabecilla del clan), por bastantes generaciones. Esta espada fue creada para combinarse con una gema llamada "El Ojo del Dragón" (The Eye of Dragon), la cual se obtuvo del ojo del dragón para cuidar al mundo del poder de la otra espada, "La Espada del Dragón Oscuro" (The Dark Dragon Blade), la cual esta forjada de un hueso de Dragón, esta espada tiene el poder de despertar la maldad y un poder solo equivalente a la combinación del "Ojo del Dragón" y "La Espada del Dragón" en quien la toque o la sienta, por eso muchos están en su búsqueda.
La misión del Clan ninja Hayabusa es esconder y proteger "La Espada del Dragón Oscuro" con la ayuda de "La Espada del Dragón" para que nadie obtenga sus beneficios y ponga en peligro la vida de todos.
Pero una noche, la aldea Hayabusa es atacada por un enemigo desconocido mientras Ryu entrenaba fuera de la aldea. El responsable fue Doku, Lord de los grandes demonios que fue despertado por alguien para conseguir "La Espada del Dragón Oscuro". Esa noche la aldea fue atacada por Doku y sus Samuráis, de una manera devastadora, tal fue la impresión de Ryu al ver su villa destruida que se embarcó en un viaje en búsqueda de Doku para asesinarlo y consumar su venganza.

#### Jefes y personajes por orden de aparición (incomple)
- Ryu Hayabusa: Personaje principal del juego el heredero de la Dragon Sword.

- Murai: Primer jefe del juego, y posteriormente el jefe final. Creador del clan de los ninjas oscuros y tío de Ryu por parte de su madre, desterrado del Clan Hayabusa y enemigo (en cubierto) jurado de estos. Al final se apodera de The Dark Dragon Blade. Es asesinado por Ryu.

- Capitán de la Caballería: Masakado el samurái rojo. Jefe. Capitán de la caballería de Doku, primer jefe secundario.

- Doku: Señor de los Grandes Demonios. Jefe. Proclamado por el Santo Emperador de Vigoor, quien le encarga la tarea de ir a la aldea Hayabusa y robar la Espada del Dragón Negro (The Dark Dragon Blade). Es uno de los tres únicos demonios que conserva su alma. Aunque Ryu acaba con el 2 veces, en la segunda ocasión, Doku posesiona el cuerpo de Ryu dándole una apariencia azulada.

- Muramasa: Es un legendario herrero y mercader, quien decidió aprovechar los últimos años de su vida para recorrer el mundo. Según su leyenda, Muramasa ha visto cosas que solo seres como el Emperador de Vigoor, o el Vigoor mismo han visto. Aunque su vida parecía terminar, la cuenta de los años de su vida se perdió, al igual que la muerte. Razón por la cual decidió quedarse en Tairon City (Ciudad en donde se desarrolla el videojuego).

- General Dynamo: Jefe. Soldado cibernético y uno de los generales del ejército Vigoorian, segundo jefe secundario.

- Rachel: Cazadora de demonios, hermana gemela de Alma. Después de que Doku convirtió a su hermana en Demonio, ella se convirtió en cazadora para matar a su hermana y liberar su alma.

- Hidracubus: Jefe. Extraña y asquerosa criatura que usa sus tentáculos y bolas de energía como armas. Tercer jefe secundario(aparece en el juego 2 veces en el modo Very hard y Master ninja y 3 veces en el modo Normal y Hard).

- Dragon de Huesos: Jefe. Dragon compuesto únicamente de huesos y capaz de atacar lanzando vértebras, agitando su cola, haciendo agarres con sus patas y mordiendo a Ryu.

- Alma: Jefe. Hermana de Rachel. Fue atraída por tentaciones de Doku y convertida en Demonio Mayor. Es uno de los tres demonios que conserva su alma. Aunque Ryu logra derrotarla 2 veces, a la segunda vez, se transforma en una especie de araña escarabajo en el cual sus brazos han sido cambiados por unas pinzas y su color pasa de rosa a morado,Ryu al derrotarla e ir a ayudar a Rachel,Alma recobra el conocimiento y corre a salvar a su hermana, lo que hace que accidentalmente Doku la atraviese con su espada (en lugar de a Rachel) haciendo que su cuerpo explote y así Alma quede libre de las manos de Doku.

- Tanque/s: Jefe. Durante la misión suplemento militar. Ryu se enfrenta a un tanque que lo destruye con flechas APSFS CORE, Al destruir al primer tanque inesperadamente llega otro tanque (destruido de la misma forma).

- Helicóptero: Jefe. Es el guardián de la base de suplemento militar. Ryu lo destruye con flechas APSFS CORE, luego destruye la torre de comunicaciones y escapa de la base en un tren.

- Gusano/s eléctrico/s: Jefe/s. Gusanos gigantescos que usan la electricidad para atacar. Se localizan 3 en los acueductos.

- Demonio Pazzu: Jefe. Ave zombi gigante que tiene la capacidad de lanzar un láser por la boca que deja un rastro de fuego. Al vencerlo Ryu sale del acueducto y en lo alto de la ciudad logra ver al "Dark Disciple".

- Ayane: Ninja miembro del clan Mugen Tenshin, contratada por Murai para atraer a Ryu. Una excelente ninja que ayuda a Ryu en todo momento y lo acompaña manteniéndose oculta. Es una de las mejores kunoichi con solo catorce años.

- Yotunfrau: SubJefe. Gusano gigante con dos enormes brazos y una boca semejante a la de una sanguijuela, los cuales usa para atacar, aparece en el modo Normal y Hard antes de enfrentarte a Marbus (en Very Hard y Master Ninja es cambiado por Ishtaros).

- Gusano de fuego: Jefe. Otro gusano, similar al eléctrico, pero capaz de lanzar aros de fuego y ocupa su gran cuerpo para atacar.

- Smaugan: el Dragón de Fuego: Jefe. Gigantesco dragón capaz de atacar con llamaradas y ondas ardientes que expande con sus alas,lanza una mordida fatal para el jugador. Es uno de los más difíciles de derrotar de todo el juego.

- Kureha: Protectora del santuario de la aldea Hayabusa y amiga de Ryu desde la infancia. Era dueña del "Ojo de Dragón", una joya que utiliza Ryu para añadir a su espada (True Dragon Sword) y así aumentar su poder.

- ``Nicchae´´:Jefe.es el demonio antiguo de la destrucción y hermana gemela de Ishtaros, su apariencia no es muy diferente a la de Alma y posee los mismos trucos que esta (solo que más fuertes), aparece en la dificultad Very Hard y Master Ninja en lugar de Hidracubus (antes de Marbus)

o desde Normal hasta Master Ninja contra Rachel (Ninja Gaiden Σ). Fueron ella y su hermana quienes secuestraron a Rachel para entregársela a Doku espíritu y así poder hacer aparecer a Alma.
- ``Ishtaros´´:Jefe.es el demonio antiguo de la creación y hermana gemela de Nicchae, su apariencia es como la de una mujer gigante azul, con un solo ojo,unas botas negras con espinas en las rodillas unas halas rosas,en el brazo izquierdo tiene una mano con garras largas y en el derecho un látigo que se puede estirar a gran distancia,puede colgarse de las columnas con esta extremidad y caer de punta en el oponente,lanzar un láser con su mano y dar golpes muy largos.es un enemigo complicado de vencer.

- Marbus: Jefe. Tercer demonio Mayor (junto con Doku y Alma) que posee una apariencia similar a la del diablo,es el demonio que le a puesto trabas a Ryu desde su llegada a la ciudad,puede llamar a cualquier demonio. Antes de pelear con él en la dificultad Normal y Hard te pone como oponentes a Hidracubus y Yotunfrau o en modo Very Hard y Master Ninja a 2 antiguos demonios (Nicchae e Ishtaros).

- Emperador de Vigoor: Jefe. El protector de la Dark Dragon Blade, capaz de usar rayos para atacar y con forma de estatua. Fue quien mandó Doku a eliminar al clan Hayabusa para conseguir la Dark Dragon Blade.

- Emperador de Vigoor (segunda forma): Jefe. Es lo que queda del Emperador después de ser derrotado por Ryu. Tiene la forma de una araña hecha de puros cráneos, utiliza cráneos para atacar. Es un jefe difícil.

- Gamov: Agente especial del Departamento de Asuntos Internos del Imperio de Vigoor que se dedica a observar los movimientos del infiltrado Ryu Hayabusa y mantener informado al dark disciple. Es traicionado y asesinado por Murai en Ninja Gaiden Σ es un jefe principal (solo de Rachel) capaz de usar sus pistolas para atacar a distancia o dar patadas y enterrarte una daga al estar cerca,es un jefe muy veloz y muy fácil de derrotar.

- Dark Dicipule: Es en realidad Murai con un distorsionador de voz para ocultar su identidad. Viste una capa granate y se tapa el rostro con una máscara y un antifaz. Se convierte en demonio por acción de la Dark Dragon Blade. Su vestimenta como Dark Disciple es muy parecida a un mariachi.

- 'Doppelganger': Subjefe. Empiezan a aparecer a partir de la dificultad difícil, son copias demoníacas de Ryu capaces de hacer las mismas técnicas y nimpos que Ryu; aparecen en este orden y con esta arma:

- True Dragon Sword: aparece al entrar en la segunda habitación del monasterio, es el más difícil de todos ya que aparece cuando tienes una cantidad de 2 nimpos y una vida de apenas el 25%

- Dabhilaro: aparece cuando entras en la habitación secreta del acueducto,es más sencillo ya que tiene un arma muy lenta,apartis de Very Hard posee las flechas explosivas lo que lo convierte en un rival complicado porque tiene una diabólica puntería de 95% de efectividad.

- Kitetsu: aparece en la ciudad y posee el arma de Doku, lo que le permite absorber tu energía cuando te descuidas. Es más ágil que los anteriores, pero muy sencillo si dominas la situación.

- Vigoorian Flail: es posiblemente el más complicado, ya que tiene un arma muy ágil y rápida, sin mencionar que en su pelea el escenario tiene un tamaño muy reducido, y que cuando tiene menos del 50%de su vida ataca usando mucho Arte del Infierno.

- Unlabored Flawlessness (Master Ninja): posee el arma más poderosa, pero la desventaja es que es algo pesada,su escenario es el campo del inframundo de Marbus y una vez que le queda el 10% de vida este demonio puede ser mortal lo que es recomendable atacar rápidamente pero manteniendo distancia.

### Ninja Gaiden Black

#### (Microsoft Xbox)
Ninja Gaiden Black es un juego salido a la venta un año después (2005) del Ninja Gaiden original para Xbox (2004). Fue también para la consola Xbox la trama es la misma del anterior, solo que cuenta con mejoras como: mejores gráficos, más armas (entre las que destacan el báculo Lunar y la Bomba de Humo), más objetos, más tipos de enemigos, más minijefes, más escenas de vídeo, más funciones, dos nuevas dificultades y el Modo Misión (Mode Mission), que es un modo paralelo al Modo Historia en el cual habrá que atravesar 50 diferentes mini-misiones que serán puestas, cada una más difícil que la anterior. Se dice que este modo es diez veces más difícil que en el modo historia.

### Ninja Gaiden II
Es la secuela de la segunda serie de Ninja Gaiden.
En Ninja Gaiden 2 podemos apreciar las espadas gemelas que aparecieron en el Ninja Gaiden Sigma para PS3, estas catanas tienen el nombre de Dragon's Claw and Tiger's Fang (Garra de dragón y Colmillo de tigre), las nuevas armas son la Guadaña Eclipse, las Tonfas, la Kusarigama, la espada del archidemonio, las Vigoorian Flail en nivel aumentado al máximo, el arco del dragón, el báculo lunar aumentado al nivel 4 pero además de las espadas gemelas y las nuevas armas que en total son 8, la Dragon Sword siempre será el arma principal y preferida de Ryu Hayabusa.
Para esta nueva entrega los ninpos fueron mejorados, ahora serán más útiles que los anteriores y se podrá apuntar si el ninpo lo requiere, no será un ataque aleatorio. Son 14 capítulos en total y destaca la mejora de la inteligencia artificial de los enemigos, lo que aumentó el nivel de dificultad del juego; también hay avances en los gráficos y los movimientos de Ryu.
El 17 de marzo de 2009, Famitsu publicó en su revista que el Ninja Gaiden II saldría en PlayStation 3 bajo el nombre de Ninja Gaiden Sigma II, ese mismo año, en exclusiva para la consola PlayStation 3. Tecmo lo anunció oficialmente el 24 de marzo en la feria de San Francisco.

### Yaiba Ninja gaiden Z

#### Historia
A diferencia de la mayoría de juegos de Ninja Gaiden, el protagonista de este juego es un ninja llamado Yaiba Kamikaze, quien murió perdiendo un brazo y un ojo en una batalla contra Ryu Hayabusa, protagonista habitual del resto de instancias de la saga. Tras ser hallado su cadáver por una misteriosa organización, Yaiba es resucitado en forma de cyborg, con brazo y ojo mecánicos, con la misión de eliminar un brote de zombis con la ayuda de un científico de dicha organización. Mientras Yaiba avanza a través de las misiones también buscará venganza contra Ryu por su pasado encontronazo.

#### Desarrollo
Keiji Inafune produjo el juego. El juego fue lanzado para PlayStation 3, Xbox 360 y plataformas Microsoft Windows el 18 de marzo de 2014 en Estados Unidos, 20 de marzo de 2014 en Australia y el 21 de marzo de 2014 en Europa. Para el desarrollo del juego se utilizó el motor Unreal Engine.

#### Recepción
En sus versiones de PlayStation 3 y Xbox 360, obtuvo una baja calificación en agregadores de críticas como Metacritic, no superando los 50 sobre 100 en ninguna de sus plataformas.

### Ninja Gaiden III
Es un videojuego secuela de Ninja Gaiden 2. Fue producido por Team Ninja y distribuido por Tecmo Koei. El videojuego ha recibido críticas mixtas pero en su mayoría malas, en especial fue criticado por la falta de armas y el reemplazo del director del proyecto de las anteriores sagas.

### Ninja Gaiden III Razor's Edge
Este juego es una versión mejorada del Ninja Gaiden 3, contando con personajes, armas, y otros elementos nuevos.
Las armas que se incluyen son: La espada del Archidemonio, el báculo Lunar,las garras de halcón, la kusarigama, la guadaña Eclipse y la Jinran Maru, espada prestada por Hayate de Dead or Alive, así como un nuevo tipo de arco.
Los personajes que incluyen son: Ryu Hayabusa, Kasumi, Ayane y Momiji.
Estos añadidos pueden consultarse en su página oficial (a final de página):
Ninja Gaiden 3 - Características en XBOX 360 y PS3

### Ninja Gaiden: Dragon Sword
(Nintendo DS)
Juego basado en el mundo de Ninja Gaiden para la consola Nintendo DS. El juego es totalmente táctil y cuenta con gráficos en segunda y tercera dimensión, esta última solo para los personajes.
Para movernos, atacar y demás acciones tendremos que usar el stylus de esta consola portátil. Como dato interesante hay que destacar que para jugarlo, la consola se usará verticalmente y una pantalla mostrará el mapa de la zona mientras que la otra mostrará el juego.
En este juego profundiza principalmente en la aldea de Ryu y los orígenes de la espada del dragón. En este juego se utiliza el poder de la espada del dragón y también se dan a conocer nuevos personajes y locaciones totalmente nuevas como Corea, etc.
Dentro del juego se agregaron "artes ninja" como en los juegos anteriores, dentro de los más destacados están:
- Fuego: Crea una bola de fuego que puede ser manejar con el stylus.
- Curación: Crea un aura azul que regenera la vida perdida en combate.
- Trueno: Crea un rayo que daña a los enemigos.
- Protección: Crea un aura de color morado que protege de los ataques enemigos.

Así como las artes ninja también están disponibles las siguientes armas:
- Espada del dragón
- Shurikens
- Arco y flechas